# Eusebio Juaristi
 (juillet 2012).
Si vous disposez d'ouvrages ou d'articles de référence ou si vous connaissez des sites web de qualité traitant du thème abordé ici, merci de compléter l'article en donnant les références utiles à sa vérifiabilité et en les liant à la section « Notes et références ».
Eusebio Juaristi Cosío, né le 21 décembre 1950 à Santiago de Querétaro, est un chimiste, chercheur et universitaire mexicain.
Il est considéré comme un des leaders mondiaux de l'étude de l'effet anomérique.